# John van Ierland
Adrianus Augustinus Frederikus ('John') van Ierland (Breda, 14 juni 1964) is een Nederlandse schrijver van biografieën en romans die veelal gebaseerd zijn op historische - en sportieve gebeurtenissen. Ook schreef hij kinderboeken en jubileumuitgaven. Daarnaast is hij tekenaar van portretten en stadsgezichten, geeft hij lezingen, vertellingen en produceert hij theaterstukken. Tevens is hij als docent Nederlands verbonden aan de Breda University of Applied Sciences.

## Biografie
John van Ierland debuteerde in 1999 met het kinderboek Jasper & Jasmijn, de weg naar de Stormkaap. Niet geheel tevreden over de gang van zaken bij de uitgeverij besloot hij daarna maar zelf boeken uit te geven en richtte daartoe in 2000 Van Ierland Evenementen en Relatiemarketing (IER) op. De naam werd in 2003 omgezet in Van Ierland Uitgeverij die in 2007 werd opgenomen in de uitgeversholding Herald Media & Publishers die in 2010 een faillissement kende. Van Ierland maakte daarna een doorstart met de huidige eenmanszaak Woordmagie. Ondertussen verschenen nog vele boeken, waaronder NAC, de derde helft (2003), Duveltje uit een doosje (2006), Legende van de Duivelsbrug (2009) en een aantal kinderboeken, bedrijfsboeken, verhalenbundels en romans.
Langzaam begon Van Ierland het minder in de breedte te zoeken en richtte hij zich meer op boeken over de sport, vooral over het wielrennen. Het resultaat daarvan zijn onder andere biografieën van Mathieu Hermans (2013), Kees Haast (2016), Gerben Karstens (2017) en de geromantiseerde boeken Speer van Rijsbergen (2015) en Kasseien (2018).
Over het laatstgenoemde boek is tevens in 2018 een theaterproductie verschenen.
Van twee andere boeken verschenen al eerder toneelstukken: Jasper & Jasmijn, de bronzen sleutel van Breda (2002) waar zangeres Corry Konings nog een lied over uitbracht, en De Geest van de Vloeiweide (2004).
In 2019 verscheen het boek over de overleden wielrenner Bert Oosterbosch (De Rooie) en in januari 2020 de biografie over Rudy Pevenage (Der Rudy), dit boek is binnengekomen op plaats twee van de Belgische bestsellerslijst non-fictie. Het boek wordt in juni tevens uitgebracht in het Duits.
Op 25 oktober 2018 kreeg Van Ierland een cva/herseninfarct. Hij is hier grotendeels van hersteld.
In 2022 verscheen zijn boek Verhalende tekeningen waarin hij zijn revalidatie middels tekeningen en verhalen heeft opgetekend. 